# New Divide
"New Divide"는 린킨 파크가 작곡, 마이클 베이 감독의 영화 《트랜스포머: 패자의 역습》에 수록된 곡이다.

## 배경
전작 《트랜스포머》에 "What I've Done"으로 참여한 린킨 파크는 전작에 이어 속편에도 O.S.T에 참여하게 되었다. 2009년 3월, 마이크 시노다는 “몇 주전부터 새로운 곡을 작업하였고 재밌었다. 곡은 전체적으로 강한 신스 소리와 롭 버든의 정교한 드럼을 기반으로 작업했다”고 "New Divide"에 대해서 처음으로 언급하였다. 이어 4월 24일, 한스 치머와 함께 영화에 실릴 곡을 작업 중이라고 밝혔고 감독 마이클 베이는 린킨 파크를 좋아하고 "New Divide"에 대해 박진감 넘치는 영화에 완벽하게 어울리는 곡이라고 극찬하였고 이어 영화 트레일러에 수록되었다.
스티브 자브론스키는 영화 스코어 음반에 린킨 파크가 치머와 함께 "New Divide"를 경음악으로 편곡한 "NEST"란 곡을 수록하였고 또한 〈New Divide〉는 영화 엔딩 크레딧에 나온다.

## 곡
"New Divide"는 곡의 연주방식은 "What I've Done"과 비슷하고 벌스-코러스-벌스 방식을 사용하여 기존에 발매하였던 정규 1, 2집과 가깝게 작업하였다. 추가로 2절 후렴이 끝난 후 기계적인 소리를 삽입하였다.

## 수록곡
전체 작사·작곡: 린킨 파크
| #  | 제목                           | 재생 시간 |
| -- | ------------------------------ | --------- |
| 1. | 〈New Divide〉 (스튜디오 버전) | 4:29      |
| 2. | 〈New Divide〉 (인스트루멘탈)  | 4:29      |
| 3. | 〈New Divide〉 (아카펠라)      | 3:56      |

| #  | 제목           | 재생 시간 |
| -- | -------------- | --------- |
| 1. | 〈New Divide〉 | 4:29      |

## 뮤직비디오
2009년 5월 14일, 마이크 시노다는 현재 뮤직비디오 촬영중이라고 밝혔다. 밴드의 조지프 한이 감독을 맡았으며 영화에서 프라임 왕조의 시신과 옵티머스 매트릭스가 숨겨진 이집트 굴 장면을 촬영한 파라마운트 스튜디오에서 촬영하였다. 5월 13일-14일에 촬영하였으며 6월 11일 밴드의 마이스페이스를 통해서 첫 공개하였으며 2주 후 조회 횟수가 3,569,562회를 기록하였다. 뮤직비디오 내내 영화의 장면이 나오며 밴드 장면 때 프라임들의 무덤이 나타난다. 반면 베이시스트인 데이브 파렐은 촬영 첫 날 팔목 부상을 당해 출연하지 않는다.

## 차트
"New Divide"는 빌보드 차트 핫 100에서 6위로 데뷔하였는데 이는 "In the End" 이후 차트에 높게 기록된 것이다. 얼마 지나지 않아 39위로 하락하였으나 영화 개봉 임박 후 전 세계 시사회로 인해 9위까지 상승하였다. "New Divide"는 또한 모던 록 차트와 메인스트림 록 차트에서 1위를 차지하였으며 이는 밴드의 8번째 모던 록 차트 1위를 기록하였다. 캐나다에서는 핫 100 차트에 3위로 데뷔하였고 호주에서는 10위로 데뷔하여 톱 50 차트에 3위까지 기록하였고 뉴질랜드에선 2위를 기록하였다.
영국 싱글 차트에선 20위로 데뷔하여 19위 이내를 지켰고 영국 록 차트 1위를 기록한 후부터 전 세계 차트에서 상위권을 기록하였다.